# 裕絰
裕絰 (1842年—?)，又裕祬，字敬亭，号恭甫，舒穆禄氏，內務府鑲黃旗滿洲人，清朝政治人物、同進士出身。

## 生平
隶内务府镶黄旗满洲椿寿管领下，同治丁卯科举人，光緒十六年（1890年），参加光緒庚寅科殿試，登進士三甲175名。同年五月，著交吏部掣签，分发各省以知县即用。

## 家庭
- 曾祖五達塞，内务府员外郎。妻希塔勒氏。
- 祖父和明，圆明园郎中、苏州织造。妻瓜尔佳氏。
- 父普琳，上驷院卿、长芦盐政。嫡母戴氏，生母郑氏。
- 胞叔伯庆琛，圆明园郎中、淮安关监督。庆伦，护军统领、杭州织造。庆瑜，内务府员外郎、湯泉行宮总管。
- 胞兄裕福，护军参领。胞弟光緒二年（1876年）恩科進士、成都將軍裕祥。
- 嫡妻李氏（父内务府正白旗汉军、道光二十五年进士豊安，曾祖李海慶娶金佳氏（父正黄旗满洲、吏部尚书金簡，姑母金佳氏封清高宗之淑嘉皇貴妃），高祖乾隆丁巳科进士李質穎；胞姊李氏嫁内务府正白旗汉军、内务府都虞司員外郎兼镶黄旗公中佐领尚承澤（父道光戊戌科進士延恆；胞叔延懌之女尚氏，系正蓝旗汉军進士胡俊章之儿媳）；胡俊章与裕祥系光緒二年丙子恩科進士同榜）。继妻何氏（胞兄正黄旗满洲庆煜、护军参领庆焜）。
- 子履喜，孚善。